# Edmund Kuśmider
Edmund Kuśmider (ur. 28 lipca 1951, zm. 7 sierpnia 2022) – lekarz medycyny i kierownik ośrodka zdrowia w Doruchowie.

## Życiorys
Edmund Kuśmider w 1971 roku rozpoczął naukę na Akademii Medycznej w Krakowie, po której ukończeniu pracował w krakowskim pogotowiu ratunkowym. Związany z Doruchowem od roku 1980, pełniąc tam funkcję kierownika ośrodka zdrowia. Do grudnia 1999 roku, pracował też w szpitalu powiatowym w Ostrzeszowie.
Pochowany został 10 sierpnia 2022 na cmentarzu parafialnym w Doruchowie.

## Odznaczenia
W uznaniu zasług i wkładu w rozwój gminy, Uchwałą nr XXVI/177/2013 Rady Gminy w Doruchowie z dnia 26 kwietnia 2013 roku otrzymał tytuł „Zasłużony dla Gminy Doruchów”.. 
21 września 2023 podczas uroczystej sesji Rady powiatu ostrzeszowskiego uhonorowany został pośmiertnie tytułem „Zasłużony dla Powiatu Ostrzeszowskiego”.

## Upamiętnienie
W pierwszą rocznicę śmierci (7 sierpnia 2023) Edmunda Kuśmidra przy wejściu do budynku Ośrodka Zdrowia w Doruchowie odsłonięto tablicę pamiątkową.